# 堀秀政

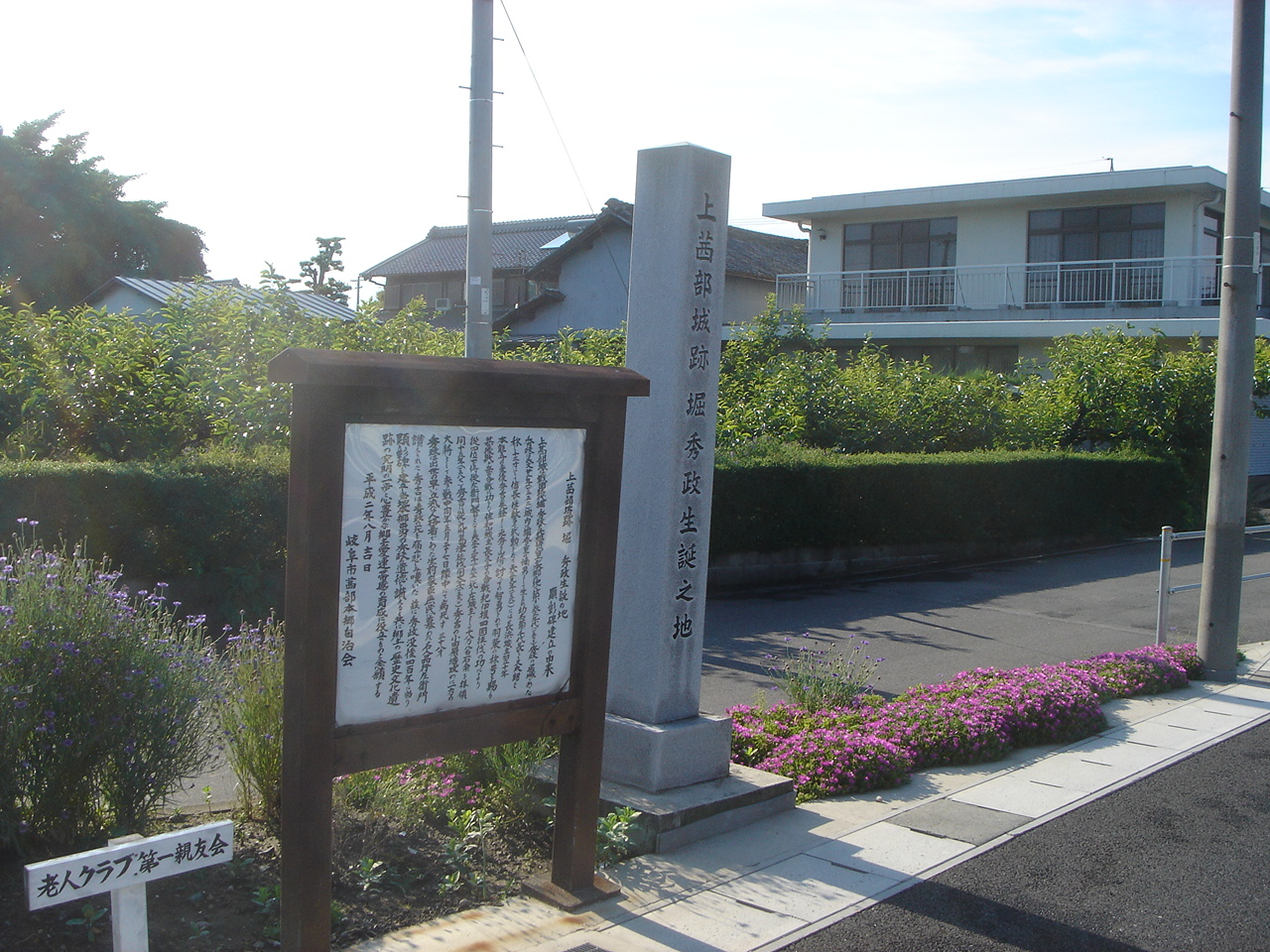
上茜部城跡堀秀政生誕之地碑（岐阜県岐阜市茜部本郷）

堀 秀政（ほり ひでまさ）は、戦国時代から安土桃山時代にかけての武将、大名。織田信長や豊臣秀吉に仕え、最終的に越前国北ノ庄の大名となった。

## 生涯

### 信長の側近
天文22年（1553年）、斎藤道三の家臣である堀秀重の長男として美濃国厚見郡茜部で生まれる。幼い頃は一向宗の僧となっていた伯父・堀掃部太夫の元で従兄の奥田直政（後の堀直政）と共に育てられたという。
最初、大津長昌、次いで木下秀吉に仕え、永禄8年（1565年）に13歳の若さで織田信長の小姓・側近として取り立てられた。16歳で、室町幕府15代将軍・足利義昭の仮住まいの本圀寺の普請奉行を担うなど、各種の奉行職を務め、側近としての地位を確立する。信長の側近には秀政のほかに、菅屋長頼・福富秀勝・大津長昌・矢部家定・長谷川秀一・万見重元らがいる。
秀政は次第に奉行職だけでなく戦場でも活躍するようになる。織田軍の主要な合戦である天正3年（1575年）の越前一向一揆討伐に参加。天正5年（1577年）の紀伊雑賀討伐戦では信長本陣から離れ、佐久間信盛・羽柴秀吉らとともに一隊を率いる。翌年の有岡城の戦いでは、万見・菅屋らと鉄砲隊を率いる。天正7年（1579年）の安土宗論のとき菅屋・長谷川らと奉行を務める。翌・天正8年（1580年）、バテレン屋敷の造営奉行を菅屋・長谷川らと務める。同年、信長の蜂須賀正勝宛の書状に副状を出す、などがある。
また、叔父である蓮照寺住職に育てられた関係で、本願寺との交渉にあたり、石山本願寺との和睦と紀州鷺森への退城を促し、交渉に奮闘していたことも想像される。後に秀政は、本願寺顕如から「釋道哲」の法名を与えられている。
天正9年（1581年）の第二次天正伊賀の乱において信楽口からの部隊を率い、比自山城の戦いなどを戦い抜いている。この功績ならびに荒木村重討伐、越前一向宗制圧の功績により、この年、織田信長から長浜城主2万5,000石を与えられた。
天正10年（1582年）の甲州征伐では信長に従って甲信に入るが、既に織田信忠が武田氏を滅ぼした後だったため戦闘には参加しなかった。
本能寺の変直前の5月20日に丹羽長秀と共に徳川家康の見舞いを行い、そのまま備中の秀吉の下へ向かった。

### 山崎の戦いと清洲会議
天正10年（1582年）6月2日に本能寺の変が起こって信長が死去した時、秀政は秀吉の軍監として備中国にいたが、信長死去の報を知ると秀吉と共に急ぎ上方へ戻って山崎の戦いに参陣し、中川清秀や高山右近らと先陣を務める。秀政は光秀の援護にきた明智秀満を坂本城に追い込み、敗北を悟った秀満は先祖代々の家宝を秀政の家老・直政に譲る旨を告げた後に、城に火を放ち自害した。
山崎の戦い後の6月27日に開かれた清洲会議により、近江国中郡を宛がわれ、三法師の傅役と蔵入地代官に命じられた。

### 織田家中の抗争と賤ヶ岳の戦い
清洲会議後の織田家中の抗争では、秀吉の主導した信長の百ヶ日法要に合意するなど、秀吉方として行動した。
なお、10月20日付の書状には羽柴の名字を使用している。これにより秀吉の一族以外で初めて羽柴氏の名字を与えられたのは秀政であったと考えられている。
天正11年（1583年）11月に賤ヶ岳の戦いの戦後処理として、佐和山城を与えられ、また12月に左衛門督の官途を与えられた。なお、秀政が各地を転戦している間、佐和山城には城代として父の堀秀重や弟の多賀秀種が在城して統治にあたった。

### 長久手の戦いと北ノ庄城主
天正12年（1584年）の小牧・長久手の戦いでは羽柴方として参加し、三河中入作戦においては中入軍の第三陣を務めた。4月9日早朝、羽柴秀次が徳川軍の不意打ちを受けて敗走すると（白山林の戦い）、敗残兵を組み込んで桧ケ根に陣を敷き、追撃してきた徳川軍を迎え撃ち、大須賀康高や榊原康政らを敗走させた（桧ヶ根の戦い）。その後、家康自身の出陣を確認すると、池田・森勢に合流することなく、戦場を離脱した。
天正13年（1585年）8月13日に丹羽長重の若狭転封を受け、越前国北ノ庄18万石を与えられた。
天正14年（1586年）正月14日に侍従に任官し、公家成を果たした。また、これに伴って豊臣姓を与えられたとみられる。

### 九州平定と小田原征伐
天正15年（1587年）の九州平定にも参陣し、秀政は先鋒部隊を任される。
天正18年（1590年）の小田原征伐にも参陣、左備の大将を命ぜられる。箱根口を攻め上り、山中城を陥落。小田原早川口まで攻め込み、海蔵寺に本陣を布いた。しかし5月下旬に疫病を患い、5月27日に陣中にて急死した。享年38。
嫡子・秀治が家督と遺領のうち16万石を継ぎ、残りの遺領・2万石は親良が継いだ。
秀政の遺体は本陣としていた小田原の海蔵寺に一旦葬られたが、髷だけは領内に持ち帰られ、越前国北之庄の居館近くの長慶寺に墓が建てられた。長慶寺に位牌と墓所のひとつが伝わり、同寺では毎年5月27日に供養祭が行なわれている。また、家督を継いだ秀治が慶長3年（1598年）4月に越後国春日山に転封となった際には、春日山城の山麓にある林泉寺に改葬される。林泉寺には秀政だけでなく父・秀重と長男・秀治の墓も建てられ、堀家3代の菩提寺となった。

## 人物・逸話
- 「名人左衛門佐」（『武家事紀』[14]・『名将言行録』）、「名人太郎」（『常山紀談』）と呼ばれたが、それは下の者を使う心を用いたため（『常山紀談』）[15]、あるいは天下を指南して落ち度のあるまじき人だったからだという（『名将言行録』）[16]。
- 山崎の戦いの際、天王山を取るため、第一陣の堀尾吉晴がまず山を登り、その後を秀政が続いて登ろうとしたとき、家臣の堀七郎兵衛が「山上の味方がもし敗れたら、必ずや共崩れとなりましょう。道を替えてお登り下さい」と諌めたため、道を替えて登ったところ、果たして堀尾勢は崩れ、秀政はその横から攻め込み、敵将の松田政近を鉄砲で討ち散らしたという（『名将言行録』[17]）。堀七郎兵衛は、従兄弟・堀直政の兄・利宗（あるいは道利）と推定され、利宗は、最初は足利義輝に仕え、義輝の死後、織田信長に仕えていた人物[要出典]。
- 小牧・長久手の戦いの時に銃声がして、続いて音がしないので不審に思っていると、 田中吉政が一騎でやって来て、「後ろで戦があるから急ぎ備えを詰めよ」と言い捨てて先へ通った。秀政は「その方は旗本の小姓頭だ。そのような使いは単使か若者の務めるべきことで、自ら来る場ではない」と言い、「銃声に続いて音がしないのは、味方の敗軍に違いない」と言っていると、果たして味方は敗れ、大須賀・榊原らの敵が掛かってきたという（『名将言行録』[17]）。
- 九州征伐の際、近臣の山下甚五兵衛という者が乱心して、秀政に背後から切りかかった。秀政は振り返りざまに山下を斬ったが、そのとき山下の後ろを歩いていた直政も、山下を背後から斬った。秀政は直政に「自分が先だった」と声を掛けた。事が急だったのに、早くそのような言葉を掛けたことこそがすごいと人は皆言ったという（『名将言行録』）[17]。
- あるとき、奉行の従者と荷を持つ者とが荷物の軽重を争うのを聞いて、秀政は自らがその荷物を背負って歩いてみた。そして「自分はあの者より力が勝っているが、一里ばかり背負ったら疲れるだろう。持てないというのももっともだ」と断を下したという（『常山紀談』）[15]。
- あるとき、行軍中に旗持ちが遅れ出し咎められたのを、秀政は自ら旗を背負って試み「さては自分の馬の脚が良いせいだろう」と言って、脚の弱い馬に乗り替えたところ、旗持ちは遅れなくなったという（『常山紀談』）[15]。
- 上記の堀秀政像（長慶寺所蔵）は秀政自身が描いた自画像だと言われている[要出典]。